# Yura
yura（ユラ、8月10日 - ）は、日本の作詞家。アダマンツミュージック所属。

## 略歴
1998年、グラミー賞受賞バンドである元LIVING COLOURボーカルCorey Gloverのソロプロジェクトへの楽曲提供でデビュー。
「アイドルマスターシリーズ」で作詞家としてのキャリアを始め、その後は同シリーズの楽曲を多く手掛けている。その後もゲーム挿入歌等様々なジャンルの作詞を多く手がけている。

## 作詞作品

### アニメ
- 『アラド戦記 〜スラップアップパーティー〜』（2009年）
  - エンディングテーマ「LEVEL∞」（作曲 - 伊藤賢治 / 編曲 - KPLECRAFT / 歌 - 長谷川明子）
- 『THE IDOLM@STER』（2011年）
  - 1stオープニングテーマ「READY!!」（作曲・編曲 - 神前暁 / 歌 - 765PRO ALLSTARS）
  - 第5話挿入歌「神SUMMER!!」（作曲・編曲 - 田中秀和 / 歌 - 天海春香、高槻やよい、双海亜美&真美、萩原雪歩、水瀬伊織、四条貴音）
  - 第5話エンディングテーマ「MOONY」（作曲・編曲 - Funta7 / 歌 - 如月千早、三浦あずさ、菊地真、星井美希、我那覇響、秋月律子）
  - 2ndオープニングテーマ「CHANGE!!!!」（作曲 - NBGI（内田哲也）/ 編曲 - 橋本由香利 / NBGI（内田哲也）/ 歌 - 765PRO ALLSTARS）
- 『THE IDOLM@STER MOVIE 輝きの向こう側へ!』（2014年）
  - 主題歌「M@STERPIECE」（作曲・編曲 - 神前暁（MONACA）/ 編曲 - 高田龍一（MONACA）/ 歌 - 天海春香、星井美希、如月千早、高槻やよい、萩原雪歩、菊地真、双海亜美 / 真美、水瀬伊織、三浦あずさ、四条貴音、我那覇響）
- 『アイカツスターズ!』（2016年）
  - 第13話挿入歌「トキメキララン☆」（作曲・編曲 - 藤末樹 / 歌 - せな・みき from AIKATSU☆STARS!）

### ゲーム
- 『鉄拳5』(2004年)
  - SPARKING (作編曲：神前暁）
- 『もじぴったん大辞典』(2004年)
  - bedtime puzzler(作編曲：神前暁）
- 『太鼓の達人とびっきり！アニメスペシャル』(2005年)
  - L・O・V・E
  - Happy & Peace
- 『太鼓の達人　わいわいハッピー！六代目』(2005年)
  - 白鳥の湖～Still a duckling～ (編曲：神前暁）
- アイドルマスターシリーズ(2005年～)
  - 『THE IDOLM@STER』（アーケードオリジナル）
    - 9:02pm
    - Here we go!!

  - 『THE IDOLM@STER (Xbox 360)』
    - GO MY WAY!! (作編曲：神前暁）

  - 『アイドルマスター Live for You!』
    - my song(作編曲：神前暁）

  - 『THE IDOLM@STER SP』
    - キラメキラリ
    - スタ→トスタ→

  - 『アイドルマスター ディアリースターズ』
    - ”HELLO!!”(作編曲：神前暁）

  - 『THE IDOLM@STER SHINY FESTA』
    - MUSIC♪
- 『-atled-』(2008年)
  - atled
- 『マジレス』(2008年)
  - Challenge Chance

### CD
- 『ゼノサーガ フリークス』(2004年)
  - estrellita(作編曲：神前暁）
  - paradox
  - [ai] (作編曲：神前暁）
- 『月刊金のたまご？』(2004年)
  - 飯塚 悦子 (月刊金のたまご？） endless summer shine
  - 花村 香織 (月刊金のたまご？） ユメキラ
- 『音♪劇場』(2008年)
  - ハテナる
- 『ストライクウィッチーズ』(2009年)
  - 秘め歌コレクションその2
    - twinkle star
    - GOOD MORNING!!

  - 秘め歌コレクションその4
    - START
    - Friend-Ship
- 『アラド戦記 スラップアップパーティー〜』(2009年)
  - LEVEL∞
  - XXX(yura Dark名義)（作曲：佐野信義　歌：長谷川明子)
- アイドルマスターシリーズ
  - THE IDOLM@STER MASTER ARTIST FINALE
    - 空 (作編曲：神前暁）
    - ID:[OL]

  - THE IDOLM@STER Christmas for you!
    - メリー

  - THE IDOLM@STER MASTER LIVE 01
    - いっしょ

  - THE IDOLM@STER MASTER LIVE 02
    - It's Show

  - THE IDOLM@STER MASTER LIVE 03
    - YES♪

  - THE IDOLM@STER MASTER LIVE 04
    - inferno(yura Dark名義)

  - THE IDOLM@STER Vacation for you!
    - サニー

  - THE IDOLM@STER MASTER LIVE ENCORE
    - シャララ
    - 花

  - THE IDOLM@STER MASTER SPECIAL 961
    - KisS(yura Dark名義)

  - THE IDOLM@STER MASTER SPECIAL 01
    - 乙女よ大志を抱け！！

  - THE IDOLM@STER MASTER SPECIAL 02
    - livE(yura Dark名義)

  - THE IDOLM@STER MASTER SPECIAL 04
    - ALRIGHT*

  - THE IDOLM@STER MASTER SPECIAL SPRING
    - チェリー

  - THE IDOLM@STER DREAM SYMPHONY 00 “HELLO!!”
    - ハッピース

  - THE IDOLM@STER DREAM SYMPHONY 03
    - はなまる

  - THE IDOLM@STER Best Of 765+876=!! Vol.01
    - THE 愛

  - THE IDOLM@STER Best Of 765+876=!! Vol.02
    - DREAM(yura Dark名義)

  - THE IDOLM@STER Best Of 765+876=!! Vol.03
    - LOST(yura-yura Dark名義)

  - THE IDOLM@STER MASTER ARTIST 2 Prologue
    - 光

  - THE IDOLM@STER MASTER ARTIST 2 -FIRST SEASON- 02 我那覇響
    - TRIAL DANCE

  - THE IDOLM@STER MASTER ARTIST 2 -FIRST SEASON- 09 高槻やよい
    - スマイル体操

  - THE IDOLM@STER MASTER ARTIST 2 -SECOND SEASON- 03 三浦あずさ
    - ラ♥ブ♥リ♥

  - THE IDOLM@STER Vocal Collection 02
    - Virgin Load(yura Dark名義)

  - ドラマCD ぷちます!-PETIT IDOLM@STER-
    - ぷちどるのうた

  - THE IDOLM@STER ANIM@TION MASTER 01 READY!!
    - READY!!

  - THE IDOLM@STER ANIM@TION MASTER 02
    - 神SUMMER!!
    - MOONY

  - THE IDOLM@STER ANIM@TION MASTER 04 CHANGE!!!!
    - CHANGE!!!!

  - THE IDOLM@STER ANIM@TION MASTER 生っすかSPECIAL 01
    - 初恋 〜一章 片想いの桜〜

  - THE IDOLM@STER ANIM@TION MASTER 生っすかSPECIAL 02
    - 初恋 〜二章 告白の花火〜

  - THE IDOLM@STER ANIM@TION MASTER 生っすかSPECIAL 03
    - 初恋 〜三章 幸せの紅葉〜

  - THE IDOLM@STER ANIM@TION MASTER 生っすかSPECIAL 04
    - 初恋 〜四章 運命のイヴ〜

  - THE IDOLM@STER ANIM@TION MASTER 生っすかSPECIAL 05
    - 初恋 〜五章 永遠のクリスマス〜

  - THE IDOLM@STER ANIM@TION MASTER 生っすかSPECIAL カーテンコール
    - 幸

  - 劇場版 THE IDOLM@STER MOVIE 輝きの向こう側へ! 主題歌 M@STERPIECE
    - M@STER PIECE

  - THE IDOLM@STER STERRA MASTER 01 
    - inferno SQUARING(yura Dark名義)
- 『ぷちます! -PETIT IDOLM@STER-』
  - PETIT IDOLM@STER Twelve Seasons! Vol.01 四条貴音＆たかにゃ
    - Princess Snow White

  - PETIT IDOLM@STER Twelve Seasons! Vol.02 如月千早＆ちひゃー
    - choco fondue

  - PETIT IDOLM@STER Twelve Seasons! Vol.03 高槻やよい＆やよ
    - まほろば

  - PETIT IDOLM@STER Twelve Seasons! Vol.04 天海春香＆はるかさん
    - SWITCH ON

  - PETIT IDOLM@STER Twelve Seasons! Vol.05 双海亜美・真美＆こあみ・こまみ
    - ドキッ♥ラブアトラクション

  - PETIT IDOLM@STER Twelve Seasons! Vol.06 秋月律子＆ちっちゃん
    - WEDDING BELL

  - PETIT IDOLM@STER Twelve Seasons! Vol.07 三浦あずさ&みうらさん
    - zone of fortune

  - PETIT IDOLM@STER Twelve Seasons! Vol.08 菊地真＆まこちー
    - ヨーイドン!!

  - PETIT IDOLM@STER Twelve Seasons! Vol.09 水瀬伊織＆いお
    - ロイヤルストレートフラッシュ

  - PETIT IDOLM@STER Twelve Seasons! Vol.10 我那覇響＆ちびき
    - しあわせのレシピ

  - PETIT IDOLM@STER Twelve Seasons! Vol.11 星井美希＆あふぅ
    - Closet Fashion Lover

  - PETIT IDOLM@STER Twelve Seasons! Vol.12 萩原雪歩＆ゆきぽ
    - ねがいひとつ

  - PETIT IDOLM@STER Twelve Campaigns! Vol.1 高槻やよい&やよ + 水瀬伊織&いお
    - カンゲキハッピーエコロジー
    - エピソードラブ

  - PETIT IDOLM@STER Twelve Campaigns! Vol.2 四条貴音&たかにゃ + 我那覇響&ちびき
    - 月ノ桜
    - 天と海の島

  - PETIT IDOLM@STER Twelve Campaigns! Vol.3 秋月律子&ちっちゃん + 天海春香&はるかさん
    - Q&A
    - 前向きで行こう♪

  - PETIT IDOLM@STER Twelve Campaigns! Vol.4 如月千早&ちひゃー + 菊地真&まこちー
    - しっくりとゆっくりと
    - たいせつなひと

  - PETIT IDOLM@STER Twelve Campaigns! Vol.5 萩原雪歩&ゆきぽ + 星井美希&あふぅ
    - Pu-Ru-Ru
    - チャンピオン

  - PETIT IDOLM@STER Twelve Campaigns! Vol.6 双海亜美・真美&こあみ・こまみ + 三浦あずさ&みうらさん
    - どっきり☆ハピバ
    - LOOK THE SKY

### TV
- 『ハッピー! クラッピー』(2009年)
  - まほうのせっけん

### アーティスト
- MOSAIC.WAV(2006年)
  - 『めがねでねっ！』収録
    - 「A好(ガール)」(作編曲：神前暁）
- タッキー&翼
  - 『×〜ダメ〜/Crazy Rainbow』（2007年）
    - ×〜ダメ〜（min-hwa名義）
- リュ・シウォン
  - 『愛してる』（2008年）
    - 愛してる（min-hwa名義）
- 彩羽真矢
  - 『デビュー!!』(2015年)
    - デビュー!!
    - 彩りの　羽はばたけ　真っすぐに　矢のごとく

  - 『La Vie En Rose／私は地球』(2015年)
    - La Vie En Rose (yura Dark名義)
    - 私は地球

  - 『LEGEND／彩の羽はばたけ真っすぐに矢のごとく～2016～』（2016年）
    - LEGEND
    - 彩の羽はばたけ真っすぐに矢のごとく～2016～

  - 『花鳥風月』（2016年）
    - 花鳥風月

  - 『BEST』（2017年）
    - ⇦ス⇧ス⇩メ⇨
    - BRAND NEW WIND（min-hwa名義）
    - 歌姫（白瀬彩名義）

  - 『HAPPY BIRTHDAY／祭』（2019年）
    - HAPPY BIRTHDAY
    - 祭
- U水
  - 『運命（ANGEL）あるいは革命（DEVIL）となづけた新世界（DAYDREAM）』（2018年）
    - 運命（ANGEL）あるいは革命（DEVIL）となづけた新世界（DAYDREAM）
    - REQUIEM
    - SHINE (yura Dark名義)
    - Shangri-la

### その他
- 『ヘンケルジャパン株式会社』社歌 
  - We Together